# Aluminato de litio
El aluminato de litio (LiAlO2), también llamado óxido de aluminio y litio, es un compuesto químico inorgánico, un aluminato de litio. En microelectrónica, el aluminato de litio se considera un sustrato que se ajusta a la red para el nitruro de galio. En tecnología nuclear, el aluminato de litio es interesante como material sólido generador de tritio, para preparar combustible de tritio para la fusión nuclear.El aluminato de litio es un hidróxido doble estratificado (LDH) con una estructura cristalina parecida a la de la hidrotalcita. La solubilidad del aluminato de litio a pH alto (12,5 - 13,5) es mucho menor que la de los óxidos de aluminio. En el acondicionamiento de residuos radiactivos de baja y media actividad (RBMA), el nitrato de litio se utiliza a veces como aditivo del cemento para minimizar la corrosión del aluminio a pH alto y la consiguiente producción de hidrógeno.De hecho, al añadir nitrato de litio al cemento, se forma una capa pasiva de LiH(AlO2)2 · 5 H2O sobre la superficie de los residuos metálicos de aluminio inmovilizados en el mortero. La capa de aluminato de litio es insoluble en el agua de los poros del cemento y protege el óxido de aluminio subyacente que cubre el aluminio metálico de la disolución a pH elevado. También rellena los poros, lo que dificulta la oxidación del aluminio por los protones del agua y reduce la tasa de evolución del hidrógeno en un factor de 10.
El aluminato de litio también se utiliza como material de soporte electrolítico inerte en pilas de combustible de carbonato fundido, en las que el electrolito puede ser una mezcla de carbonato de litio, carbonato de potasio y carbonato de sodio.

## Campos de interés
El compuesto fundamental del aluminato de litio ha encontrado atención en dos campos diferentes: la física nuclear y la química del estado sólido. Se han encontrado al menos cinco fases diferentes de aluminato de litio.La estructura cristalina del aluminato de litio puede encontrarse en las fases α, β o γ.
Los físicos nucleares están interesados en la modificación del aluminato de litio γ-LiAlO2, debido a su buen comportamiento bajo alta radiación de neutrones y electrones. Esta modificación también presenta la estabilidad química, termofísica y mecánica esencial a alta temperatura junto con el comportamiento de irradiación requerido. Esta fase parece ser una prometedora cerámica de litio, adecuada como material de reproducción de tritio in situ en futuros reactores de fusión.
Los químicos del estado sólido que investigaban las vías de preparación del aluminato de litio descubrieron su interesante química ácido-base. La modificación α-LiAlO 2 (pero ni β-LiAlO 2 ni γ-LiAlO 2) reacciona con ácido benzoico fundido dando lugar a un intercambio protónico casi total de Li+ por lo que se forma LiHAl2O4. Hay mucho interés en la reactividad química entre las tres modificaciones de LiAlO2. Las razones por las que la modificación α-LiAlO2 sea altamente reactiva y las modificaciones β-LiAlO2 o γ-LiAlO2 sean totalmente irreactivas son actualmente un misterio.

## Formación

### Primeros métodos
La preparación de polvo de aluminato de litio se basaba en las reacciones en estado sólido entre Al2O3 y compuestos que contienen litio como Li2CO3, LiOH, Li2O, LiAc, y las reacciones se producían a temperaturas entre 400 y 1000 °C. Debido a la evaporación del litio a altas temperaturas y a la contaminación de las operaciones de molienda, ha sido difícil sintetizar aluminato de litio puro con un tamaño de partícula controlado.

### Métodos actuales
La síntesis del aluminato de litio se ha realizado esencialmente por varios métodos: en estado sólido, por química húmeda, sol-gel, con el uso de plantillas, diversos precursores y procesos de combustión. El principal producto en una reacción en estado sólido es la fase α-LiAlO2; en una reacción química húmeda, el producto principal es una solución sólida de α-LiAlO2 y γ-LiAlO2.[12] La modificación α-LiAlO2 (fase de baja temperatura), con estructura hexagonal, sufre una transformación a la modificación γ (fase de alta temperatura), con estructura tetragonal, a unos 900 °C. Se supone que la modificación β metaestable, con una estructura monoclínica, se transforma en la modificación γ a unos 900 °C.

## Presencia natural
El compuesto es desconocido en el medio natural. Sin embargo, un compuesto relacionado, LiAl5O8, se conoce como el muy recientemente descubierto (a partir de 2020) y muy raro mineral chukochenita.